# Gérard Viard
Pour les articles homonymes, voir Viard.
Pas d'image ? Cliquez ici

a Compétitions nationales et continentales officielles uniquement.

b Matchs officiels uniquement.
 Gérard Viard, est né le 19 mai 1945 à Saint-Jean-de-Saucière[Passage problématique] (Peut-être La Sauzière-Saint-Jean?) (Tarn). C’est un ancien joueur de rugby à XV, qui a joué avec l'équipe de France et le RC Narbonne. Il évoluait au poste de troisième ligne centre ou aile (1,88 m pour 97 kg), et est l'oncle de son coéquipier de club Henri Ferrero.

## Carrière

### En club
- 1965-1974 :  RC Narbonne
- 1974-1977 :  US bressane

Il a rejoint quatre autres Narbonnais dans l'équipe de France en 1969 (avec Walter Spanghero, Jo Maso, Gérard Sutra et René Bénésis).

### En équipe nationale
Il a disputé son premier test match le 22 mars 1969, contre l'équipe du Pays de Galles. Son dernier test match fut contre l'équipe d'Irlande, le 30 janvier 1971, dans le cadre du tournoi des cinq nations.

## Palmarès

### En club
- Championnat de France de première division :
  - Vice-champion (1) : 1974
- Challenge Yves du Manoir :
  - Vainqueur (3) : 1968, 1973 et 1974

### En équipe nationale
- Sélections en équipe nationale : 5
- Sélections par année : 3 en 1970, 2 en 1971
- Tournoi des Cinq Nations disputé : 1970, 1971
- Vainqueur du tournoi en 1970